# Acide folinique
 (septembre 2023).
Si vous disposez d'ouvrages ou d'articles de référence ou si vous connaissez des sites web de qualité traitant du thème abordé ici, merci de compléter l'article en donnant les références utiles à sa vérifiabilité et en les liant à la section « Notes et références ».
L'acide folinique est le métabolite actif de l'acide folique. Il est notamment utilisé en adjuvant des chimiothérapies impliquant certains produits comme le fluorouracile ou utilisé comme chimioprotection pour le méthotrexate, et est en général administré sous forme de folinate de calcium.

## Mécanisme d'action
L'acide folinique se transforme en intracellulaire en 5-10 méthényl THF qui donne à son tour le 5-10 méthylène THF par une réaction réversible. Ce dernier constitue une coenzyme nécessaire de Thymidylate synthase, enzyme qui produit de la dTMP à partir du dUMP.

## Usage thérapeutique
Une des indications thérapeutiques de l’acide folinique concerne la toxoplasmose congénitale (fœtopathie) : le folinate de calcium est utilisé dans le traitement des contaminations toxoplasmiques chez la femme enceinte après 36 semaines de grossesse. Il est associé au Fansidar (sulfadoxine/pyrimethamine (en)) jusqu'à l'accouchement.
Il peut également être utilisé en association avec le méthotrexate dans le traitement médical de la grossesse extra-utérine.
Il est utilisé dans la prise en charge du déficit cérébral en folates, maladie rare. Dans cette indication il faut des doses très élevées (50 mg au maximum ou en intra-veineuse).
L'acide folinique est utilisé pour contrecarrer les effets toxiques du méthotrexate à doses élevées (rescue) : il est administré à partir de 24 heures après le méthotrexate afin de ne pas neutraliser les effets antitumoraux de ce dernier, c'est le « sauvetage folinique ».
On le retrouve aussi dans des protocoles de chimiothérapie tels que le Folfox (folinate de calcium, fluorouracile et oxaliplatine) ou le Folfiri (folinate de calcium, fluorouracile et irinotécan).

## Divers
L'acide folinique fait partie de la liste des médicaments essentiels de l'Organisation mondiale de la santé (liste mise à jour en avril 2013).